# Naches (Washington)
Naches is een plaats (town) in de Amerikaanse staat Washington, en valt bestuurlijk gezien onder Yakima County.

## Demografie
Bij de volkstelling in 2000 werd het aantal inwoners vastgesteld op 643.
In 2006 is het aantal inwoners door het United States Census Bureau geschat op 691, een stijging van 48 (7,5%).

## Geografie
Volgens het United States Census Bureau beslaat de plaats een oppervlakte van
1,0 km², geheel bestaande uit land. Naches ligt op ongeveer 570 m boven zeeniveau.

## Plaatsen in de nabije omgeving
De onderstaande figuur toont nabijgelegen plaatsen in een straal van 16 km rond Naches.